# ها یون کیونگ
ها یون کیونگ (کره‌ای: 하윤경؛ زادهٔ ۲۰ اکتبر ۱۹۹۲) بازیگر اهل کره جنوبی است که بیشتر به خاطر ایفای نقش در مجموعه‌های تلویزیونی پلی‌لیست بیمارستان (۲۰۲۰–۲۰۲۱) و وکیل وو خارق‌العاده (۲۰۲۲) شناخته می‌شود.

## فیلم‌شناسی

### فیلم
| سال  | عنوان         | نقش           | منابع |
| ---- | ------------- | ------------- | ----- |
| ۲۰۱۵ | سوشال فوبیا   | ها یونگ/ره نا | [ ۱ ] |
| ۲۰۱۶ | باهام بمون    | ها یون        | [ ۲ ] |
| ۲۰۱۸ | تاک‌لاماکان    | سو اون        | [ ۳ ] |
| ۲۰۲۱ | گو بک         | جی وون        | [ ۴ ] |
| ۲۰۲۲ | دختر گیونگ آه | یون سو        | [ ۵ ] |

### مجموعه تلویزیونی
| سال       | عنوان                       | نقش                | توضیحات                     | منابع  |
| --------- | --------------------------- | ------------------ | --------------------------- | ------ |
| ۲۰۱۸      | آشوب زن و شوهری             | جو سو کیونگ        |                             | [ ۶ ]  |
| ۲۰۱۸      | ملکه راز ۲                  | کانگ جو یون        |                             | [ ۷ ]  |
| ۲۰۲۰–۲۰۲۱ | پلی‌لیست بیمارستان           | هو سون بین         |                             | [ ۸ ]  |
| ۲۰۲۱      | او هرگز نخواهد فهمید        | چه یون سونگ        |                             | [ ۹ ]  |
| ۲۰۲۲      | وکیل وو خارق‌العاده          | چوی سو یون         |                             | [ ۱۰ ] |
| ۲۰۲۳      | توی نوزدهمین زندگیم می‌بینمت | یون چو وون         |                             | [ ۱۱ ] |
| ۲۰۲۳      | دکتر رمانتیک                | ها یون کیونگ       | حضور افتخاری فصل ۳ (قسمت ۲) | [ ۱۲ ] |
| ۲۰۲۴      | خرپول و کارآگاه             | هونگ اون آه        | حضور افتخاری (قسمت ۶–۸)     | [ ۱۳ ] |
| ۲۰۲۴      | قورباغه                     | یون بو مین (جوانی) |                             | [ ۱۴ ] |
| ۲۰۲۴      | روی پنهان گانگنام           | مین سو جین         |                             | [ ۱۵ ] |